# Crassula phascoides
Crassula phascoides är en fetbladsväxtart som först beskrevs av August Heinrich Rudolf Grisebach, och fick sitt nu gällande namn av M. Bywater. Crassula phascoides ingår i släktet krassulor, och familjen fetbladsväxter. Inga underarter finns listade i Catalogue of Life.